# Закон зміщення Віна

Криві потоку випромінювання абсолютно чорних тіл з різною температурою. Наочно можна бачити, що при зростанні температури максимум випромінювання зсувається в ультрафіолетовий бік спетру (в область коротких довжин хвиль). Саме цю особливість й описує закон зміщення Віна.

Закон зміщення Віна дає залежність довжини хвилі, на якій потік випромінювання енергії чорного тіла сягає свого максимуму, від температури чорного тіла.

## Загальний вигляд закону зміщення Віна
У системі СІ закон має вигляд:
{\displaystyle \lambda _{\max }={\frac {0{,}002898}{T}}}
де T — температура в кельвінах, а {\displaystyle \lambda _{\max }} — довжина хвилі з максимальною інтенсивністю у метрах. Коефіцієнт у даній формулі має при цьому розмірність [ м К].

## Доведення закону
Для доведення можна використати вираз закону випромінювання Планка для абсолютно чорного тіла, записаного для довжин хвиль:
{\displaystyle B(\lambda ,T)={2hc^{2} \over \lambda ^{5}}{1 \over e^{hc/\lambda kT}-1}.}
Щоб знайти екстремуми цієї функції в залежності від довжини хвилі, її слід продиференціювати по {\displaystyle \lambda } й прирівняти диференціал до нуля:
{\displaystyle {\partial B \over \partial \lambda }={\frac {2hc^{2}}{\lambda ^{6}}}{1 \over e^{hc/\lambda kT}-1}\left({hc \over kT\lambda }{e^{hc/\lambda kT} \over \left(e^{hc/\lambda kT}-1\right)}-5\right)=0}
З цієї формули відразу можна визначити, що похідна наближається до нуля коли {\displaystyle \lambda \rightarrow \infty } чи коли {\displaystyle e^{hc/\lambda kT}\rightarrow \infty }, що справджується при {\displaystyle \lambda \rightarrow 0}. Проте, обидва ці випадки дають мінімум функції Планка {\displaystyle B(\lambda )}, яка для зазначених довжин хвиль сягає свого нуля (див. малюнок угорі). Тому аналіз слід продовжити лише з третім можливим випадком коли
{\displaystyle {hc \over kT\lambda }{e^{hc/\lambda kT} \over \left(e^{hc/\lambda kT}-1\right)}-5=0}
Використовуючи заміну змінних {\displaystyle x={hc \over kT\lambda }}, дане рівняння можна перетворити на
{\displaystyle {xe^{x} \over e^{x}-1}-5=0.}
Чисельний розв'язок цього рівняння дає :
{\displaystyle x=4.965114231744276\ldots }
Таким чином, враховуючи заміну змінних та значення сталих Планка, Больцмана та швидкості світла, довжина хвилі, на якій інтенсивність випромінювання абсолютно чорного тіла сягає свого максимуму, визначається як
{\displaystyle \lambda _{\max }={hc \over x}{1 \over kT}={2.89776829\ldots \times 10^{-3} \over T}},
де температура задана в кельвінах, а {\displaystyle \lambda _{\max }} — у метрах.

## Приклади
Згідно із законом зміщення Віна людське тіло з температурою 290 K (+17°C) має максимум теплового випромінювання на довжині хвилі 10 μм, що відповідає інфрачервоному діапазону випромінювання. 
Реліктове випромінювання космосу має ефективну температуру 2,7 K й сягає свого максимуму на довжині хвилі 1 мм. Відповідно ця довжина хвилі належить вже до радіодіапазону.